# Niigata
Niigata (japánul 新潟市, Hepburn-átírással Niigata-shi) japán kikötőváros, Niigata prefektúra központja és legnépesebb települése. Honsú sziget nyugati részén, a Japán-tenger keleti partján fekszik, a Szado-szigettel szemben. A város lakossága 2012-ben 804 193 fő volt.

## Földrajz
Niigata a Japán-tengerre néző termékeny parti síkságon helyezkedik el. Két folyó, a Sinano és az Agano szeli át a várost és torkollik a tengerbe. Határain belül igen sok vizes, lápos terület található, mint például a ramsari egyezmény védelme alá eső Szakata-lagúna. A város alacsony fekvése és jó vízellátottsága miatt az árvízvédelem mindig is kiemelt fontosságú volt. Niigatát néha „a víz városának” (水の都, Mizu-no-miyako) is nevezik és fajelképe a fűz.

## Éghajlat
Niigata éghajlata a Köppen-féle osztályozás szerint nedves szubtrópusi, igen sok csapadékkal és Japán-tenger felől érkező erős szelekkel. Míg a prefektúra egyes területein télen sok hó esik, Niigata városa esetében ez jelentősen kevesebb alacsony fekvése, és a Szato-sziget árnyékoló hatása miatt.
A városban az év 269 napján hullik valamennyi csapadék, amely mértéke 170 napon haladja meg az 1 mm-t. Az esős évszak nyárra esik, de télen is jelentős mennyiségű hó vagy eső esik, főleg novemberben és decemberben.
A nyarak az uralkodó déli széljárás miatt eléggé forróak. A csendes-óceáni tájfunok a japán hegységeken átbukva Niigatát sokszor főn formájában érik el. Általánosságban elmondható, hogy a nyári időjárás kellemesebb Honsú nyugati partján, mint a Csendes-óceán felé néző keletin. 
| Hónap                         | Jan. | Feb. | Már. | Ápr. | Máj. | Jún. | Júl. | Aug. | Szep. | Okt. | Nov. | Dec. | Év   |
| ----------------------------- | ---- | ---- | ---- | ---- | ---- | ---- | ---- | ---- | ----- | ---- | ---- | ---- | ---- |
| Átlagos max. hőmérséklet (°C) | 5,3  | 5,4  | 9,1  | 15,7 | 20,5 | 24,1 | 28,1 | 30,2 | 25,7  | 19,9 | 14,0 | 8,5  | 17,3 |
| Átlaghőmérséklet (°C)         | 2,6  | 2,5  | 5,4  | 11,2 | 16,1 | 20,4 | 24,5 | 26,2 | 22,0  | 16,0 | 10,2 | 5,3  | 13,6 |
| Átlagos min. hőmérséklet (°C) | 0,0  | −0,3 | 1,9  | 7,0  | 12,3 | 17,3 | 21,4 | 23,0 | 18,7  | 12,3 | 6,6  | 2,3  | 10,3 |
| Átl. csapadékmennyiség (mm)   | 180  | 128  | 105  | 94   | 103  | 128  | 178  | 143  | 163   | 149  | 201  | 204  | 1776 |
| Havi napsütéses órák száma    | 56   | 73   | 131  | 182  | 205  | 168  | 183  | 215  | 146   | 143  | 90   | 59   | 1651 |

## Története
A város környéke már a Dzsómon-korszakban, a kőkorszak idején is lakott volt, bár a terület egy része akkor még tenger alatt volt. A Nihon Soki, a második legrégebbi japán krónika szerint 647-ben egy erőd épült a város mai területén.
A 16. században a Sinano-folyó torkolatánál Niigata, az Agano-folyónál pedig Nuttari névvel alapítottak kikötővárost. A Szengoku-korszakban a városkák Ueszugi Kensin, a kor egyik legerősebb daimjójának uralma alá tartoztak.
A 17. század során a két folyó medre fokozatosan elvándorolt és a torkolatuk egyesült. Niigata jelentősége ebben az időszakban egyre nőtt, és a Japán-tengeren áthajózó kereskedőhajók egyik legfontosabb közbenső megállóhelyévé vált.

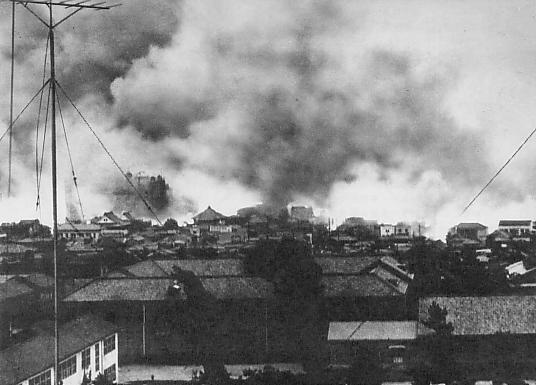
Az 1955-ös nagy tűzvész

1730-ban megépült a Macugaszaki-csatorna, amely az Agano partvidékét hivatott volna lecsapolni, de egy évvel később egy áradás tönkretette a csatornát, amely attól kezdődően az Agano fő medrévé vált. Lecsökkent a niigatai kikötőbe beáramló vízmennyiség és a folyó menti földek kiszáradásával új rizsföldek létesítésére nyílt lehetőség. A város halászai egészen a Kamcsatkáig is eljutottak lazacot és egyéb értékes halfajtákat keresve.
1858-ban Niigata egyike volt annak az öt kikötőnek, amelyet a japán-amerikai kereskedelmi szerződés megnyitott a nemzetközi forgalomnak. A kikötő sekély vize miatt azonban csak 1869-ben indult meg a tengerjáró hajók forgalma. 1886-ban megépült az első - 782 m hosszú - állandó híd a Sinanón amely összekötötte a keleti Niigatát és a nyugati Nuttarit. A két település 1914-ben egyesült.
A második világháború idején főleg a niigatai kikötőből indultak a Mandzsukuóba tartó, katonákat és hadianyagot szállító hajók. Az amerikai hadvezetés Hirosima és Nagaszaki mellett Niigatát és Kokurát szemelte ki, mint az atomtámadás lehetséges helyszínét. A hirosimai támadás után a prefektúra kormányzója kiüríttette a várost, de az atombomba ledobására nem került sor; a rossz időjárási viszonyok és a Mariana-szigeteken levő légibázistól való nagy távolság miatt inkább Nagaszaki lett a következő célpont.  

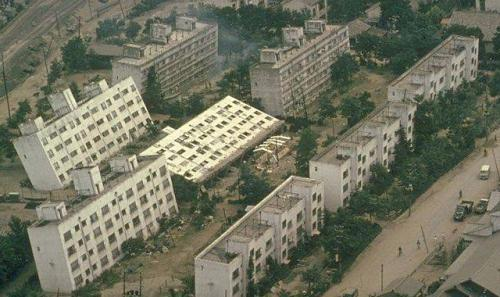
Épületek az 1964-es földrengés után

1950-ben elkészült a belvárosi vasútállomás, öt évvel később azonban egy katasztrofális tűzvész a belváros nagy részét elpusztította. A lendületes gazdasági növekedést produkáló országban a város gyorsan újjáépült és a régi csatornákat betemették, hogy a növekvő autóforgalom számára utakat építsenek a helyükön.
1964. január 16-án jelentős, 7,5-es erősségű földrengés sújtotta Niigatát, amelynek 29-en estek áldozatul,  1960 épület teljesen megsemmisült, 6640 pedig komoly károkat szenvedett.
1965-ben a Sova Elektromos Művek vegyi gyárából metil-higany került az Agano-folyóba és legalább 690 emberen észlelték a mérgezés okozta Minamata-betegséget.
1982-ben Niigata és Omija között megnyílt a nagysebességű vasút, a sinkanszen újabb vonala. A vonalat 1985-ben Uenóig, 1991-ben pedig Tokióig hosszabbították meg.
A 2002-es futballvilágbajnokság során három mérkőzést a városban, a Big Swan Stadionban játszottak.
2004. október 23-án 6,8-as erősségű földrengés rázta meg Niigata prefektúrát, de a városban nem keletkeztek jelentős károk és fogadni tudta a kitelepítettek jelentős részét.
2001-2005 között Niigata területe és népessége jelentősen megnőtt, mert több környező települést hozzácsatoltak. 2007-ben kormányzat által kijelölt várossá nyilvánították, azóta is az egyetlennek Honsú nyugati partvidékén.
2007 júliusában 6,9-es erősségű földrengés rázta meg a prefektúrát, de Niigatában nem keletkeztek jelentős károk.
2008 májusában a hokkaidói G8-as találkozó idején Niigatában tartották a munkaügyi miniszterek gyűlését.
2011. március 12-én, miután Honsú keleti partját 9-es erejű földrengés sújtotta, Niigata prefektúrában is 6,6-os földmozgást észleltek.

## Népesség
| Lakosok száma | 811 901 | 810 157 | 790 646 |
|               | 2010    | 2015    | 2021    |

## Kerületei
2007, a kormányzat által kijelölt várossá válása óta Niigatát nyolc kerületre (ku) osztják. Minden kerület saját színkóddal rendelkezik.

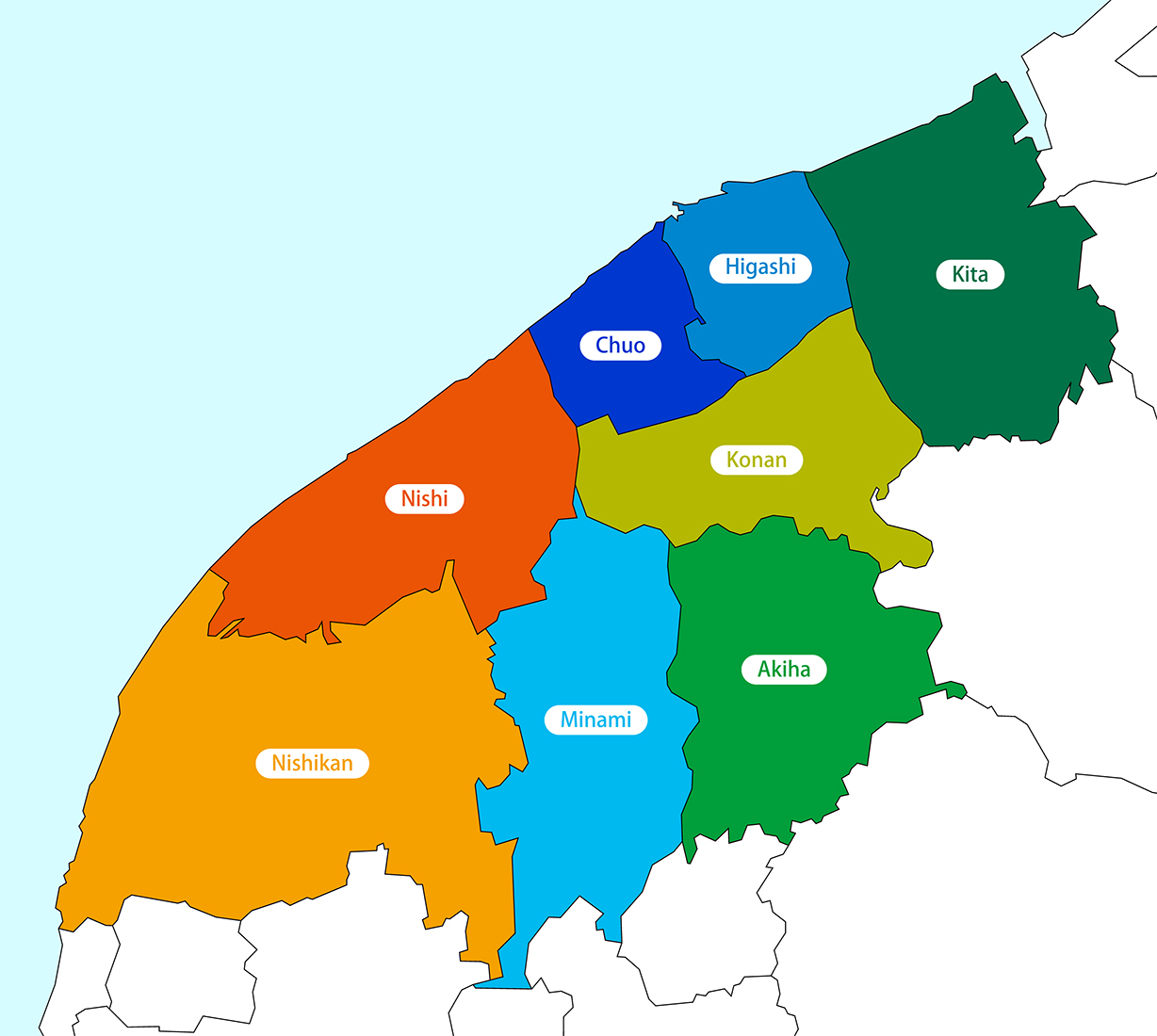
Niigata kerületei

| Kerület                  | Név japán írással | Szín         | Népesség (fő, 2016) | Terület (km²) |
| ------------------------ | ----------------- | ------------ | ------------------- | ------------- |
| Akiha-ku                 | 秋葉区            | világoszöld  | 76 840              | 95,38         |
| Csúó-ku (adminisztráció) | 中央区            | sötétkék     | 183 758             | 37,75         |
| Higasi-ku                | 東区              | kék          | 137 550             | 38,62         |
| Kita-ku                  | 北区              | sötétzöld    | 76 237              | 107,72        |
| Kónan-ku                 | 江南区            | khaki        | 68 897              | 75,42         |
| Minani-ku                | 南区              | világoskék   | 45 626              | 100,91        |
| Nisi-ku                  | 西区              | piros        | 162 924             | 94,09         |
| Nisikan-ku               | 西蒲区            | narancssárga | 58 030              | 176,55        |

## Közlekedés

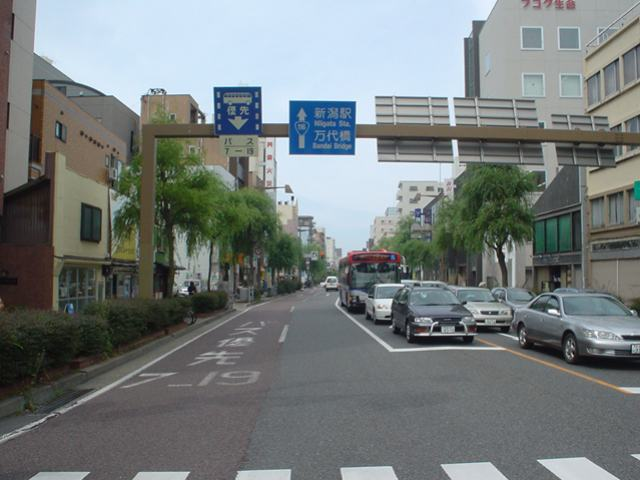
Fűzfák szegélyezte utca Niigatában

### Vasút
A Kelet-Japán Vasúttársaságnak (東日本旅客鉄道株式会社 Higashi-Nihon Ryokaku Tetsudō Kabushiki-gaisha) több állomása is van a város területén, közülük legnagyobb a Niigata Vasútállomás a belvárosban, amelynek napi forgalma 37 000 fő. A Dzsóecu Sinkanszen nagysebességű vonat Niigata végállomásról közlekedik Tokióba. 

### Repülőtér
A Niigatai Repülőtér a városközponttól 6 km-re helyezkedik el és mind belföldi (Oszaka, Szapporo, Fukuoka, Okinava, Nagoja, Szado), mind külföldi (Habarovszk, Vlagyivosztok, Harbin, Szöul, Sanghaj, Guam) járatok indulnak innen.

### Hajózás

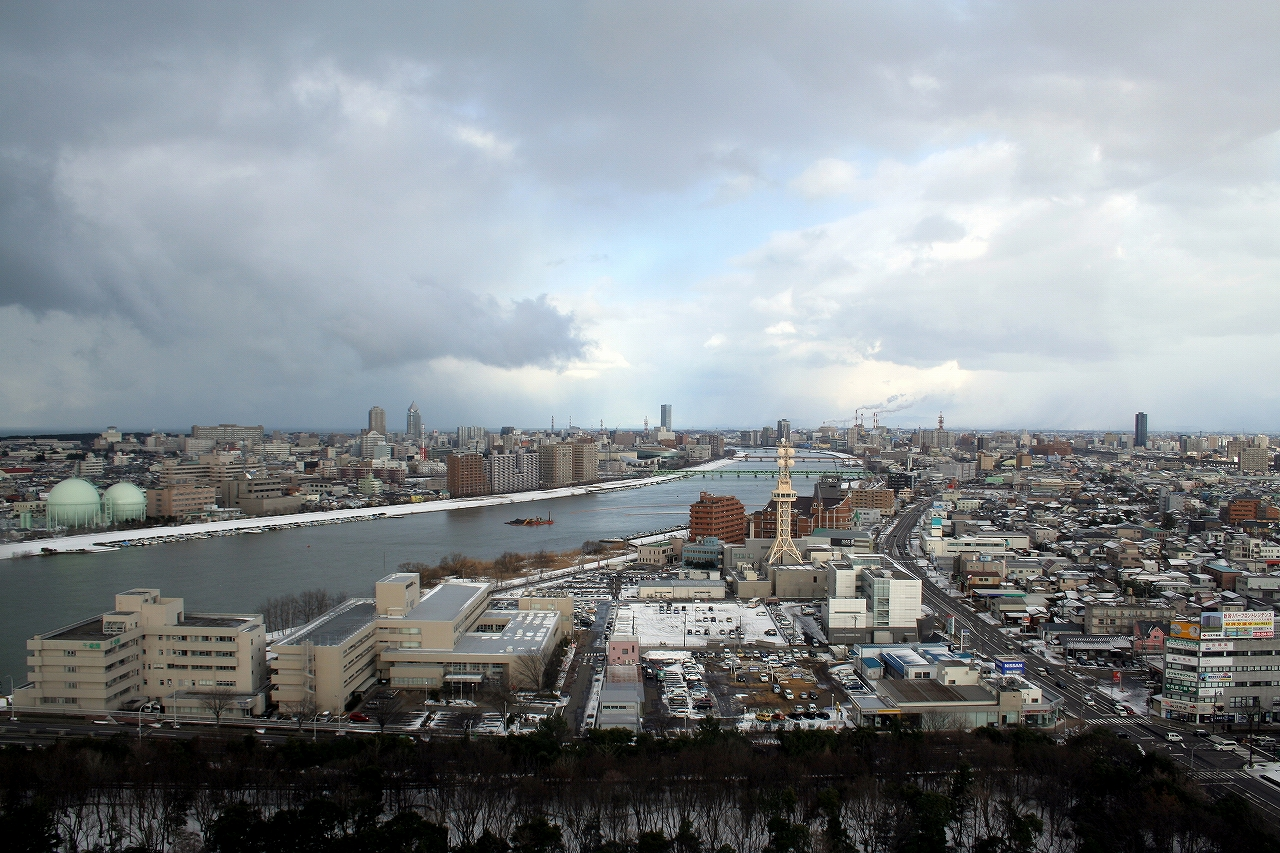
A Sinano folyó Niigatánál

1992 és 2006 között Niigata és az észak-koreai Vonszan között komp járt, ami az egyetlen tengeri összeköttetés volt a két ország között. 2003-ban felmerült a gyanú, hogy az észak-koreai rezsim rakétaalkatrészeket csempészett a hajón, 2006-ban pedig a koreai rakétakísérletek elleni tiltakozásul a japán kormány leállította a járatot. 

## Oktatás
Niigatában hét egyetem működik:
- Niigatai Egyetem
- Japán Nemzetközi Egyetem
- Nippon Fogorvosi Egyetem
- Nemzetközi és Információs Tanulmányok Egyeteme
- Gyógyszerészeti és Alkalmazott Élettudományi Egyetem
- Niigata Szeirjo Egyetem
- Egészségügyi  és Népjóléti Egyetem

## Sport
A város futballcsapata, az Albirex Niigata a japán bajnokság első osztályában játszik, stadionja a Big Swan Stadion.
A niigatai kosárlabcsapat a Niigata Albirex BB a Toki Messe épületkomplexumban játssza hazai meccseit. 

## Látnivalók
Múzeumok és kulturális létesítmények:
- az Északi Kultúra Múzeuma, egy gazdag földbirtokos 1882-ben épült háza
- az 1869-ben épült Régi Vámház
- Szaszakava-udvarház (1826)
- Niigata prefektúra botanikus kertje
- Toki Messe konferenciacentrum
- Tohoku Denryoku Big Swan Stadion
- "Ryutopia" Niigata Városi Előadóművészeti Központ
- Nature Aquarium Gallery
- Furumachi bevásárlónegyed

Események:
- Niigata Fesztivál (minden év augusztusában)
- Niigatai képregényvásár
- Niigatai mangaverseny

## Nevezetes niigataiak
- Kobajasi Makoto mangarajzoló
- Mizusima Sindzsi mangarajzoló
- Obata Takesi mangarajzoló
- Takahasi Rumiko mangarajzoló
- Isida Jóko énekesnő
- Közi gitáros
- Jamaoka Akira videójáték-zeneszerző
- Maekava Kunio építész
- Jokota Megumi, akit  1977-ben észak-koreai ügynökök elraboltak

## Testvérvárosai
- Galveston, Egyesült Államok (1965)
- Habarovszk, Oroszország (1965)
- Harbin, Kína (1979)
- Vlagyivosztok, Oroszország (1991)
- Birobidzsan, Oroszország (2005)
- Nantes, Franciaország (2009)

Ezenkívül két várossal kölcsönös csereegyezményt kötöttek: 
- Kingston upon Hull, Egyesült Királyság
- Ulszan, Dél-Korea

## Fordítás
Ez a szócikk részben vagy egészben  a   Niigata, Niigata című angol Wikipédia-szócikk ezen változatának fordításán alapul.  Az eredeti cikk szerkesztőit annak laptörténete sorolja fel. Ez a jelzés csupán a megfogalmazás eredetét és a szerzői jogokat jelzi, nem szolgál a cikkben szereplő információk forrásmegjelöléseként.